# Coupe de Russie féminine de handball
La Coupe de Russie féminine de handball est compétition de clubs féminins de handball organisée par la Fédération russe de handball et créée en 2006.
En 2022, le club le plus titré est Rostov-Don avec 11 coupes remportées.

## Modalités
La compétition consiste en une phase préliminaire (matchs pour l'élimination directe en aller-retour) et une finale à quatre, avev deux demi-finales, le match pour la troisième place et la finale.

## Palmarès
| Année   | Lieu              | Vainqueur         | Finaliste         | 3e place            |
| ------- | ----------------- | ----------------- | ----------------- | ------------------- |
| 2005/06 | Togliatti         | Lada Togliatti    | Zvezda Zvenigorod | HC Astrakhanochka   |
| 2006/07 | Rostov-sur-le-Don | Rostov-Don        | Lada Togliatti    | Kouban Krasnodar    |
| 2007/08 | Rostov-sur-le-Don | Rostov-Don        | KSK Luch Moscou   | Non disputé         |
| 2008/09 | Rostov-sur-le-Don | Zvezda Zvenigorod | Lada Togliatti    | HC Dinamo Volgograd |
| 2009/10 | Zvenigorod        | Zvezda Zvenigorod | Rostov-Don        | Lada Togliatti      |
| 2010/11 | Rostov-sur-le-Don | Zvezda Zvenigorod | Rostov-Don        | Kouban Krasnodar    |
| 2011/12 | Rostov-sur-le-Don | Rostov-Don        | Zvezda Zvenigorod | Lada Togliatti      |
| 2012/13 | Rostov-sur-le-Don | Rostov-Don        | Zvezda Zvenigorod | Lada Togliatti      |
| 2013/14 | Zvenigorod        | Zvezda Zvenigorod | Kouban Krasnodar  | Lada Togliatti      |
| 2014/15 | Rostov-sur-le-Don | Rostov-Don        | Lada Togliatti    | Zvezda Zvenigorod   |
| 2015/16 | Astrakhan         | Rostov-Don        | HC Astrakhanochka | Kouban Krasnodar    |
| 2016/17 | Rostov-sur-le-Don | Rostov-Don        | Kouban Krasnodar  | HC Astrakhanochka   |
| 2017/18 | Rostov-sur-le-Don | Rostov-Don        | Kouban Krasnodar  | HC Astrakhanochka   |
| 2018/19 | Rostov-sur-le-Don | Rostov-Don        | Lada Togliatti    | Zvezda Zvenigorod   |
| 2019/20 | Moscou            | Rostov-Don        | CSKA Moscou       | HC Astrakhanochka   |
| 2020/21 | Rostov-sur-le-Don | Rostov-Don        | Lada Togliatti    | HC Astrakhanochka   |
| 2021/22 | Krasnodar         | CSKA Moscou       | Rostov-Don        | Zvezda Zvenigorod   |
| 2022/23 | Togliatti         | CSKA Moscou       | Lada Togliatti    | Rostov-Don          |
| 2023/24 | Rostov-sur-le-Don | CSKA Moscou       | Rostov-Don        | HC Dinamo Volgograd |

## Bilan
| Rang | Club              | Titres | Années victorieuses                                             |
| ---- | ----------------- | ------ | --------------------------------------------------------------- |
| 1    | Rostov-Don        | 11     | 2007, 2008, 2012, 2013, 2015, 2016, 2017, 2018, 2019, 2020 2021 |
| 2    | Zvezda Zvenigorod | 4      | 2009, 2010, 2011, 2014                                          |
| 3    | CSKA Moscou       | 3      | 2022, 2023, 2024                                                |
| 4    | Lada Togliatti    | 1      | 2006                                                            |